# Laura Solari
Laura Solari, née Laura Camaur le 5 janvier 1913 à Trieste en Autriche-Hongrie (aujourd'hui en Italie) et morte le 13 septembre 1984 à Bellinzone dans le canton du Tessin en Suisse, est une actrice italienne.

## Biographie
Fille du sculpteur Antonio Camaur, Laura Solari étudie à Trieste puis suit les traces de son père en fréquentant l'Académie des beaux-arts de Brera à Milan. Elle s'oriente ensuite vers le métier d'actrice, tourne dans un court-métrage et apparaît dans un film consacré à l’histoire de La Scala.,.
En 1938, elle participe à un concours de jeunes talents pour la maison de production ERA Film et termine première, ex-æquo une autre débutante prometteuse, Oretta Fiume. Avec cette dernière, elle tourne dans la comédie L'orologio a cucù de Camillo Mastrocinque avec le comédien Vittorio De Sica en tête d'affiche.
Elle joue dans plusieurs productions italiennes au cours des années suivantes et collabore régulièrement avec Camillo Mastrocinque, qui lui confie notamment le premier rôle de la comédie légère Validità giorni dieci et du drame policier Ridi pagliaccio. Elle part en Allemagne et tourne ensuite dans trois productions locales avant de voir sa carrière interrompue par la Seconde Guerre mondiale.
De retour en Italie, elle incarne Luisa Sanfelice dans le film Luisa Sanfelice de Leo Menardi, un film réalisé d'après le roman La San-Felice d'Alexandre Dumas. Elle retrouve le réalisateur Camillo Mastrocinque qui lui offre quatre rôles au cinéma, mais elle ne parvient pas à convaincre d’autres réalisateurs. Elle s’oriente alors vers le théâtre et se diversifie en travaillant pour la radio et la télévision puis en fondant sa propre compagnie.
En 1953, elle joue un rôle secondaire dans le film à succès Vacances romaines (Roman Holiday) de William Wyler puis apparaît dans Les Anges déchus (Il mondo le condanna) de Gianni Franciolini la même année. Elle poursuit sa carrière jusqu’à la fin des années 1970 sur d’éphémères apparitions au cinéma et une présence active dans le monde du théâtre, avant de se retirer.,.
Laura Solari meurt en 1984 à Bellinzone en Suisse à l'âge de 71 ans.

## Filmographie

### Au cinéma
- 1937 : Regina della Scala de Guido Salvini et Camillo Mastrocinque
- 1938 : L'orologio a cucù de Camillo Mastrocinque
- 1938 : La sposa dei Re de Duilio Coletti
- 1938 : Il destino in tasca de Gennaro Righelli
- 1939 : Terra di nessuno de Mario Baffico
- 1939 : Una moglie in pericolo de Max Neufeld
- 1939 : Bionda sottochiave de Camillo Mastrocinque
- 1939 : Eravamo sette vedove de Mario Mattoli
- 1940 : Une lampe à la fenêtre (Una lampada alla finestra) de Gino Talamo
- 1940 : Validità giorni dieci de Camillo Mastrocinque
- 1941 : L'orizzonte dipinto de Guido Salvini
- 1941 : Ridi pagliaccio de Camillo Mastrocinque
- 1941 : Alles für Gloria de Carl Boese
- 1942 : Die Sache mit Styx de Karl Anton
- 1942 : G. P. U. de Karl Ritter
- 1942 : Luisa Sanfelice de Leo Menardi
- 1943 : La statua vivente de Camillo Mastrocinque
- 1943 : La maschera e il volto de Camillo Mastrocinque
- 1943 : Il matrimonio segreto de Camillo Mastrocinque
- 1947 : Il vento m'ha cantato una canzone de Camillo Mastrocinque
- 1951 : Senza bandiera de Lionello De Felice
- 1953 : Vacances romaines (Roman Holiday) de William Wyler
- 1953 : Les Anges déchus (Il mondo le condanna) de Gianni Franciolini
- 1961 : Vacanze alla Baia D'Argento de Filippo Walter Ratti
- 1961 : Romulus et Rémus de Sergio Corbucci
- 1961 : Les Frères corses (I fratelli Corsi) d'Anton Giulio Majano
- 1962 : L'Invisible docteur Mabuse (Die Unsichtbaren Krallen des Dr Mabuse) de Harald Reinl
- 1968 : Bandits à Milan (Banditi a Milano) de Carlo Lizzani
- 1969 : Revenge de Pino Tosini

### À la télévision

#### Téléfilms et pièces de théâtre
- 1954 : Lettere d'amore de Claudio Fino

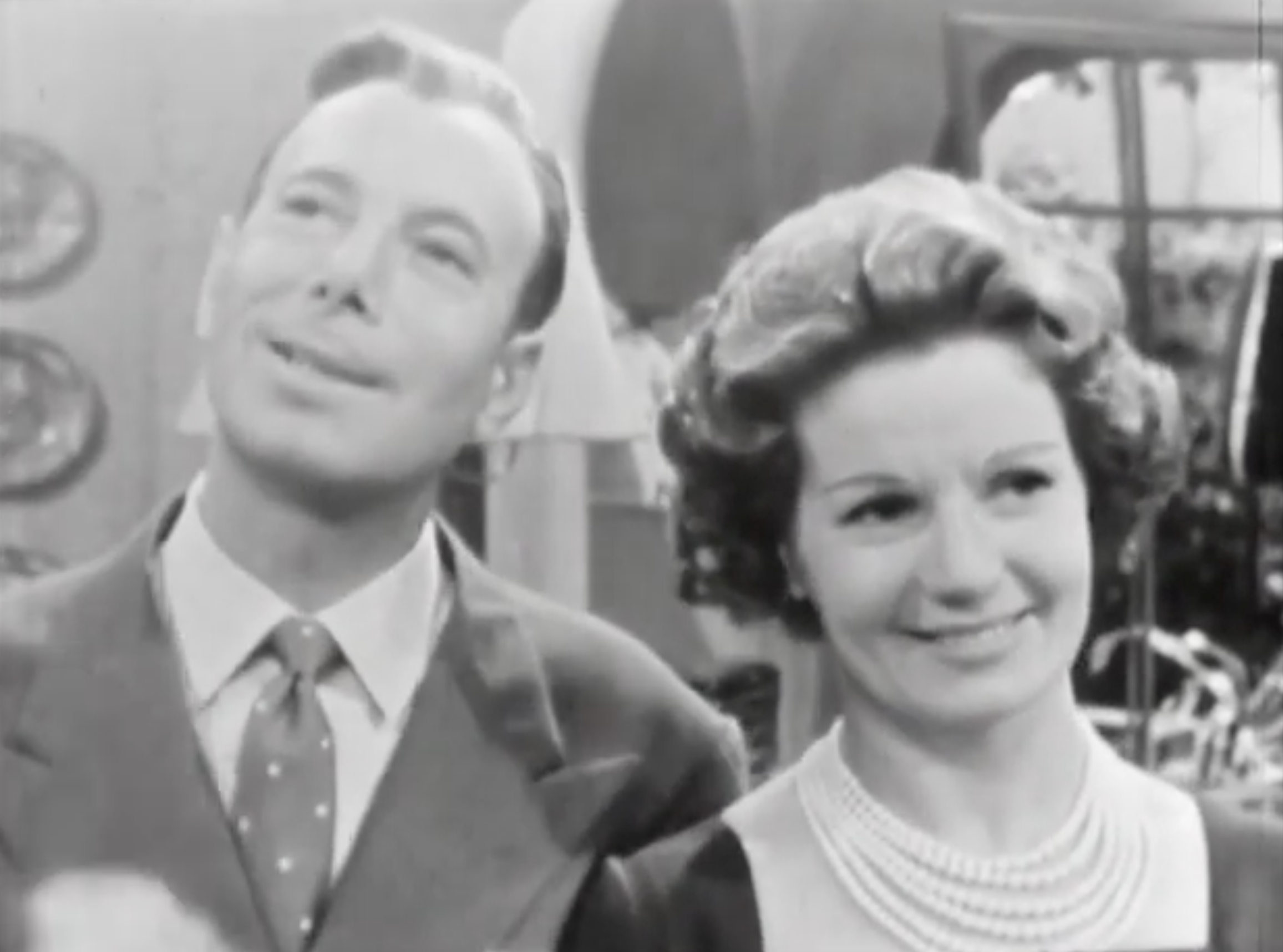
Ernesto Calindri et Laura Solari dans Lohengrin.

- 1954 : Come le foglie de Mario Ferrero
- 1954 : Passaggio all'equatore de Guglielmo Morandi
- 1956 : Ancora addio de Vittorio Calvino
- 1957 : All'insegna delle sorelle Kadar de Mario Landi
- 1958 : Lohengrin, d'Aldo De Benedetti

#### Série télévisée
- 1960 : Giallo club. Invito al poliziesco (it), saison deux, épisode six Un giorno prima de Stefano De Stefani